# Nosopsyllus wualis
Nosopsyllus wualis är en loppart som beskrevs av Jordan 1941. Nosopsyllus wualis ingår i släktet Nosopsyllus och familjen fågelloppor.

## Underarter
Arten delas in i följande underarter:
- N. w. wualis
- N. w. boseensis
- N. w. diandongensis
- N. w. leizhouensis
- N. w. rongjiangensis